# 多蘿西婭·喬丹
多蘿西婭·喬丹（Dorothea Jordan，1761年11月22日—1816年7月5日）是一名英國女演員、交際花，知名於作為英國國王威廉四世即位前長期的情婦，並為對方生下10名私生子女。
多蘿西婭·喬丹本名多蘿西婭·布蘭德（Dorothea Bland），1761年出生於愛爾蘭沃特福德。多蘿西婭出演許多舞台劇，並與數個男人有過交情。1790年她成為當時的克拉倫斯公爵威廉王子的情婦，並生下下列孩子：
- 喬治·菲茲克拉倫斯（George FitzClarence），被封為芒斯特伯爵
- 亨利·菲茲克拉倫斯（Henry FitzClarence）
- 索菲亞·菲茲克拉倫斯（Sophia FitzClarence）
- 瑪麗·菲茲克拉倫斯（英语：Lady Mary Fox）（Mary FitzClarence）
- 弗雷德里克·菲茲克拉倫斯（Frederick FitzClarence）
- 伊莉莎白·菲茲克拉倫斯（英语：Elizabeth Hay, Countess of Erroll）（Elizabeth FitzClarence）
- 阿道弗斯·菲茲克拉倫斯（Adolphus FitzClarence）
- 奧古斯塔·菲茲克拉倫斯（Augusta FitzClarence）
- 奧古斯都·菲茲克拉倫斯（Augustus FitzClarence）
- 阿米莉亞·菲茲克拉倫斯（Amelia FitzClarence）